# Wave Race
Wave Race est un jeu de course nautique développé et édité par Nintendo sur Game Boy. Il est sorti en juillet 1992 aux États-Unis et le 24 juin 1997 en Europe.

## Système de jeu
C'est un jeu dans lequel le joueur contrôle un personnage faisant du jet-ski sur des circuits aquatiques contre l'ordinateur ou des amis au moyen du cable link.
Ce jeu est composé de deux modes :
- Slalom
- Race

Les deux modes sont composés de 8 parcours chacun.

## Accueil
Le magazine français Joypad a attribué à Wave Race le score de 45 %, soulignant que « le jeu est laid [...] et pas maniable » et ajoutant que le scrolling est « fluide mais d'une lenteur abominable ».

## Suites
Wave Race 64 sur Nintendo 64 et Wave Race Blue Storm sur GameCube ont été créés après ce premier opus. Ces deux titres sont d'ailleurs sortis au Japon, contrairement au premier.